# Дагон
Дагон или Даган (на иврит: דָּגוֹן; от иврит: דָּגָן – „житно растение“; или по народна етимология от иврит: דג – „риба“) е древно семитско божество на плодородието.
Дагон е известен от Месопотамия, където е почитан от акадци, вавилонци и асирийци. По-късно той заема по-важно място в пантеона на семитските народи в Леванта – амореите, жителите на Ебла и Угарит, филистимците.